# 射影空間
射影空間（しゃえいくうかん、英: projective space） とは、その次元が n であるとき、(n + 1) 個の「数」の比全体からなる空間の事をさす。比を構成する「数」をどんな体（あるいは環）にとるかによって様々な空間が得られる。非ユークリッド幾何学のひとつである射影幾何学がその概念の端緒であるが、射影空間は位相幾何学、微分幾何学、代数幾何学など幾何学のあらゆる分野にわたって非常に重要な概念である。

## 定義
K を体とする。K 上の n 次元の射影空間 KPn は、(n + 1) 個の K の要素の比 [x0 : x1 : ⋯ : xn] の全体の集合として定義される。すなわち、ベクトル空間 V = Kn+1 の 0 でないベクトルに対して、同値関係 (a0, a1, ...,  an) ∼ (b0, b1, ...,  bn) を、0 でない K の元 t が存在して任意の i = 0, 1, ..., n に対して bi = tai であることとして定義するとき、
{\displaystyle KP_{n}={\bigl (}K^{n+1}\setminus \{0\}{\bigr )}/{\sim }}
である。K が実数体 R や複素数体 C など位相体であるとき、その積位相から定まる Kn+1 ∖ {0} の位相の商位相でもってKPnは自然に位相空間になる。（射影空間は KPn の他にも KPn,  Pn(K),  Pn(K),  Pn
K などの記号が用いられることもある。）ベクトル空間 Kn+1 の座標をひとつ定めると、射影空間の点を比として表す表し方 [x0 : x1 : ⋯ : xn] がひとつ定まる。これを射影空間の斉次座標（あるいは同次座標; homogeneous coordinate）と呼ぶ。

## 多様体の構造
ある斉次座標 [x0 : x1 : ⋯ : xn] に対して、x0 ≠ 0 となる射影空間 KPn の点全体 U0 は、斉次座標の最初の成分を x0 で割って [1 : x1 / x0 : ⋯ : xn / x0] とただ一通りに書けるので、U0 は、アフィン空間 Kn と自然な全単射がある。同様に xi ≠ 0 となる点全体 Ui も同様にしてアフィン空間との間の全単射 φi: Kn → Ui がある。K が位相体であるときは全単射 φi は位相同型となり、U0, ..., Un は KPnの開被覆となる。φj−1 ◦ φi が
{\displaystyle (a_{1},\dotsc ,a_{n})\mapsto \left({\frac {a_{1}}{a_{j}}},\dotsc ,{\frac {1}{a_{j}}},\dotsc ,{\frac {a_{n}}{a_{j}}}\right)}
で与えられる（1/aj は第 i 成分）ことから、この開被覆は RPn に多様体の構造（実射影空間）を、CPn に複素多様体の構造（複素射影空間）を与える。変換関数が有理関数で与えられる事から、任意の体 K に対しても、ザリスキ位相を考える事によって KPn は代数多様体となる。
射影空間の概念は純粋に代数的であり非常に標準的であるため、適切な枠組みを用いる事によって、その性質は体 K の取り方によらず共通しているものが多い。以下の記述は特に断らない限り、スキーム論の枠組みを用いる事で任意の体上の代数多様体としての射影空間に対して成り立つが、代数幾何学以外で重要な場合は体 K が実数体 R または複素数体 C の場合であるので、実射影空間および複素射影空間の場合に則した記述を行う。

## コンパクト性
体 K が実数体 R または複素数体 C であるとき、これらの位相から定まる位相（ユークリッド位相・古典位相）に関して、射影空間 KPn はコンパクトなハウスドルフ空間である。K = R のときは、射影空間の定義によって、性質のよい自然な写像 Sn → RPn があるので、RPn のコンパクト性およびハウスドルフ性は n 次元球面 Sn のそれから従う。
K = C の時も同様に S1 ファイバー束 S2n+1 → CPn （ホップ束; Hopf bundle と呼ばれる）があることから従う。
一般の体 K に関しては射影空間にはザリスキ位相をいれて考えるが、この位相について KPn は基礎体 K 上固有 (proper) になる。代数多様体の固有性はユークリッド位相に関するコンパクト・ハウスドルフ性の概念の対応物である。

## モジュライ空間としての射影空間
射影空間 KPn の点 p = [a0 : a1 : ⋯ : an] は、アフィン空間 Kn+1 内で、原点と点 (a0, a1, ..., an) を結ぶ直線 lp と1対1に対応している。従って、射影空間は Kn+1 内の原点を通る直線（あるいは1次元の部分ベクトル空間）をパラメータ付けする空間（モジュライ空間）と見なせる。このモジュライ論的観点からは、射影空間はグラスマン多様体や旗多様体の特別な場合と見なせる。
積空間 Kn+1 × KPn の閉部分空間 {\textstyle {\mathcal {O}}(-1)} を結合関係 (incidence correspondence)
{\displaystyle {\mathcal {O}}(-1)={\bigl \{}(a,p)\in K^{n+1}\times KP_{n}\mathrel {\big |} a\in l_{p}{\bigr \}}}
で定めると、第2射影から誘導される射 {\textstyle {\mathcal {O}}(-1)\to KP_{n}} によって {\textstyle {\mathcal {O}}(-1)} は直線束になる。この直線束を普遍直線束 (universal line bundle) と呼ぶ。

## 射影変換群
一般線形群 GL(n + 1, K) はベクトル空間 V = Kn+1 に原点を固定して作用し、原点を通る直線を原点を通る直線に写すので、射影空間 KPn には GL(n + 1, K) が作用する。単位行列の定数倍は射影空間に自明に作用するので、この作用は剰余群 PGL(n, K) = GL(n + 1, K)/K× を経由する。群 PGL(n, K) をKPn の射影変換群 (projective linear transformaton group) と言う。射影変換群は、代数多様体としての（あるいは K = C のときは、複素多様体としての）KPn の自己同型群にほかならない。
GL(n + 1, K) の KPn への作用の1点の等方部分群 (stabilizer) は
{\displaystyle {\begin{pmatrix}a&*\\0&A\end{pmatrix}}} ただし {\displaystyle a\in K^{\times },\quad A\in {\mathit {GL}}(n,K)}
の形の行列からなる部分群 H であり、空間 KPn は、剰余類  GL(n + 1, K)/H と同型である。すなわち、KPn は等質空間である。等質空間としての記述の点でも、射影空間はグラスマン多様体や旗多様体のもっとも簡単な場合に当たる。

## 超平面と双対射影空間
射影空間 KPn の斉次座標 [x0 : x1 : ⋯ : xn] に対して、方程式
a0x0 + a1x1 + ⋯ + anxn = 0
はその解となる点の定数倍も解となるため、KPn の閉集合を定める。(a0, a1, ...,  an) が 0-ベクトルでなければこれは真の閉集合である。これを射影空間の超平面という。KPn の超平面は KPn−1 と同型（あるいは同相）である。
上述の一次方程式は、係数 (a0, a1, ...,  an) を定数倍しても解集合は不変である。従って、KPn の超平面は比 [a0 : a1 : ⋯ : an] と1対1に対応している。KPn の超平面全体をパラメータ付けする空間はこの対応で KPn と同一視できる。これを双対射影空間 (dual projective space) という。
同様の理由で、射影空間 KPn の点 p = [a0 : a1 : ⋯ : an] に方程式 a0y0 + a1y1 + anyn = 0 で定まる Kn+1 の n 次元部分ベクトル空間 Vpを対応させる対応は1対1の対応である。KPn の自明なベクトル束 Kn+1 × KPn の部分ベクトル束 {\textstyle {\mathcal {V}}} を
{\displaystyle {\mathcal {V}}={\bigl \{}(v,p)\in K^{n+1}\times KP_{n}\mathrel {\big |} v\in V_{p}{\bigr \}}}
で定め、{\textstyle {\mathcal {O}}(1)} を商束 {\textstyle K^{n+1}\times KP_{n}/{\mathcal {V}}} とすると、{\textstyle {\mathcal {O}}(1)} は普遍直線束 {\textstyle {\mathcal {O}}(-1)} の双対直線束と同型になる。これを超平面直線束 (hyperplane line bundle) と呼ぶ。

## 斉次座標環とスキーム論的定義
本節ではまず、複素射影空間 CPn について考える。自明束 Cn+1 × CPn の正則切断は c0e0 + ⋯ + cnen 、ただし ci は定数、ei は i 番目の標準基底に値を取る定数切断、と書ける。これが誘導する超平面直線束 {\textstyle {\mathcal {O}}(1)} の正則切断を σ で表すことにすると、CPn の点 p = [a0 : a1 : ⋯ : an] が σ(p) = 0 を満たすことは、点 (c0, ..., cn) が平面 Vp に含まれている、すなわち a0c0 + ⋯ + ancn = 0 を満たすことを意味しているので、方程式 σ = 0  は、斉次一次式 c0x0 + ⋯ + cnxn = 0 にほかならない。したがって、超平面直線束 {\textstyle {\mathcal {O}}(1)} の正則切断全体の空間 {\textstyle \Gamma {\bigl (}\mathbf {C} P_{n},{\mathcal {O}}(1){\bigr )}} には斉次一次式の空間（すなわち、V = Cn+1 の双対空間）V^ からの単射がある。一方、{\textstyle {\mathcal {O}}(1)} の任意の正則切断で定まる因子は超平面と線形同値になることからこの写像は全射でもある、すなわち、{\textstyle \Gamma {\bigl (}\mathbf {C} P_{n},{\mathcal {O}}(1){\bigr )}\cong V^{\wedge }} がわかる。
{\textstyle {\mathcal {O}}(n)} を {\textstyle {\mathcal {O}}(1)} の n 階のテンソル積 {\textstyle {\mathcal {O}}(1)^{\otimes n}} として定めると、同様の議論で{\textstyle \Gamma {\bigl (}\mathbf {C} P_{n},{\mathcal {O}}(n){\bigr )}\cong \operatorname {Sym} ^{n}V^{\wedge }}が証明できる。射影空間 CPn の斉次座標環 (homogeneous coordinate ring) を
{\displaystyle R=\bigoplus _{n\geq 0}\Gamma {\bigl (}\mathbf {C} P_{n},{\mathcal {O}}(n){\bigr )}}
で定義すると、以上の議論から R は V^ の対称代数、すなわち、(n + 1)-変数の多項式環になることがわかる。
スキーム論では、以上の議論の逆をたどって一般の環（より一般には、任意のスキーム）上の射影空間を定義する。A を任意の可換環として、
R を A 上の (n + 1) 変数の多項式環 A[x0 , ... , xn] とする。R を A 上の次数環とみて、Proj(R) を R の無縁イデアル（定数項を持たない多項式全体のなすイデアル）を含まない斉次素イデアル全体の集合とすると、これは自然に A 上のスキームになり、これを A 上の射影空間と呼び、スキーム論では通常 {\textstyle \mathbb {P} _{A}^{n}} で表す。環 A が体 K であるときは {\textstyle \mathbb {P} _{K}^{n}} の K 値点全体は、ザリスキ位相を入れた上記 KPn と一致し、R の次数づけをずらした環 R(n) に対応する可逆層が上に現れた {\textstyle {\mathcal {O}}(n)} と一致する。

## フビニ・スタディ計量
この節では体 K は複素数体 C であるとする。Cn+1 ∖ {0} 上の (1,1)-型式
{\displaystyle {\tilde {\omega }}={\frac {\sqrt {-1}}{2}}\partial {\bar {\partial }}\log(z_{0}{\bar {z}}_{0}+\dotsb +z_{n}{\bar {z}}_{n})}
は C× の作用で不変であるので、CPn 上の (1,1)-型式 ω を誘導する。点 [1 : 0 : ⋯ : 0] のまわりの局所座標 [1 : w1 : ⋯ : wn] でこれを展開して wi = 0 を代入すると
{\displaystyle \omega {\bigr |}_{w=0}={\frac {\sqrt {-1}}{2}}\sum dw_{i}\wedge d{\bar {w}}_{i}}
となるので、ω に対応するエルミート型式 h はこの点で正値である、すなわちエルミート計量である。しかし ω、従ってそれに付随するエルミート型式はユニタリ群 U(n + 1) のCn+1 ∖ {0} への、従ってCPn への推移的な作用で不変であることから、h は CPn 上のエルミート計量を定める。更に ω は定義から明らかに閉型式であるので、h はケーラー計量 (Kähler metric)  である。この CPn 上の計量を フビニ・スタディ計量 (Fubini-Study metric) と呼ぶ。また、上の記述から射影空間 CPn はフビニ・スタディ計量に関して正則断面曲率が正の定曲率を持つ多様体である事がわかる。

## 射影空間の位相
射影空間 KPn はアフィン空間 U0: x0 ≠ 0 と超平面 H: x0 = 0 の交わりのない和に書かれる。U は Kn と同一視され、H はひとつ次元の低い射影空間 KPn−1 と同一視されるので、この分解を帰納的に繰り返す事で
{\displaystyle KP_{n}=K^{n}\amalg K^{n-1}\amalg \dotsb \amalg K^{1}\amalg \{pt\}}
なる非交和分解を得る。K が R（もしくは C）の場合は、Kn は n 次元開球体 Don（もしくは 2n 次元開球体 Do2n）と同相であるのでこれはCW複体への分割
{\displaystyle KP_{n}=e^{n}\cup e^{n-1}\cup \dotsb \cup e^{1}\cup e^{0}}
を与える。この胞体分割に付随するホモロジー複体を用いてホモロジー群が計算できる。K = C の場合には、奇数次の胞体が存在しない事から直ちに
{\displaystyle H_{i}(\mathbf {C} P_{n},\mathbf {Z} )={\begin{cases}\mathbf {Z} &i\equiv 0{\pmod {2}},\;0\leq i\leq 2n\\0&{\text{otherwise}}\end{cases}}}
がわかる。実射影空間に関しては、Snから RPn への二重被覆を用いて貼り合わせ写像の重複度を計算するとこの胞体分割に付随するホモロジー複体は、Ci = Z (i = 0, 1, ..., n) とおくとき
{\displaystyle C_{0}{\overset {0}{\longleftarrow }}C_{1}{\overset {2}{\longleftarrow }}C_{2}\longleftarrow \cdots {\xleftarrow {1+(-1)^{n}}}C_{n}}
で与えられるので、整数係数のホモロジー群は
{\displaystyle H_{i}(\mathbf {R} P_{n},\mathbf {Z} )={\begin{cases}\mathbf {Z} /2\mathbf {Z} &i\equiv 1{\pmod {2}},\;0\leq i\leq n\\\mathbf {Z} &i=n\equiv 1{\pmod {2}}\\0&{\text{otherwise}}\end{cases}}}
となる。係数を Z2 = Z/2Z に取り換えると、複素射影空間の場合と類似性の強い
{\displaystyle H_{i}(\mathbf {R} P_{n},\mathbf {Z} _{2})={\begin{cases}\mathbf {Z} _{2}&0\leq i\leq n\\0&{\text{otherwise}}\end{cases}}}
が得られる。
任意のアーベル群 A に対して、A 係数のコホモロジー群もこのホモロジー複体に HomZ(–, A) を作用させて得られるコホモロジー複体のコホモロジーとして計算できる。特に、全てのコホモロジー群の直和 {\textstyle H^{*}(KP_{n},A)=\bigoplus _{i\geq 0}H^{i}(KP_{n},A)} にカップ積で積構造を入れて得られるコホモロジー環の構造は、複素射影空間に対しては
{\displaystyle H^{*}(\mathbf {C} P_{n},\mathbf {Z} )\cong \mathbf {Z} [h]/(h^{n+1})}
で得られる。実射影空間に対しても Z2 係数で考えれば類似の
{\displaystyle H^{*}(\mathbf {R} P_{n},\mathbf {Z} _{2})\cong \mathbf {Z} _{2}[h]/(h^{n+1})}
が得られる。ここで、h は超平面のコホモロジー類である。
複素射影空間の場合、2k 番目のコホモロジー群 H2k(CPn, Z) は k 個の超平面の正しい交わり（それは CPn−k と同一視できる）で生成されているので、複素射影空間のコホモロジー環の構造は CPn の部分多様体の交わりの次数が次数の積になることをも意味している。これは、ベズーの定理の高次元化である。また、CPn はケーラー多様体であるので、ホッヂ分解が成り立つが、次元の理由によりそのホッヂ数は
{\displaystyle h^{p,q}=\dim H^{p}(\mathbf {C} P_{n},\Omega ^{q})={\begin{cases}1&p=q\leq n\\0&{\text{otherwise}}\end{cases}}}
で与えられる。
部分多様体の交わりと次数に関する理論（交点理論）は射影空間 KPn （より正確にはスキーム論的な {\textstyle \mathbb {P} _{K}^{n}}）に対してチャウ環 (Chow ring) CH∗(KPn) を考える事で任意の体 K 上へ一般化される。チャウ環もコホモロジー環と類似の記述
{\displaystyle CH^{*}(\mathbb {P} _{K}^{n})\cong \mathbf {Z} [h]/(h^{n+1})}
を持っている。